# Matusz Károly
Matusz Károly (Győr, 1946. november 21. – Győr, 2013. március 28.) magyar fotóművész.

## Élete
Gyermekkora óta fotózott, a győri Révai Gimnázium végzős diákjaként aratta első sikerét felvételeivel. 1968-tól dolgozott a Magyar Távirati Iroda (MTI) munkatársaként, a hírügynökség legelismertebb megyei tudósítója volt. 1974 és 1980 között dolgozott a Kisalföld megyei napilap fotórovatánál.
Legismertebb alkotásai között tartjuk számon a II. János Pál pápa győri látogatásáról készült fotókat, azt a képet, amelyen Várszegi Asztrik pannonhalmi főapát reverendában átugrik egy pocsolyát, valamint azt a képet, amelyen Horn Gyula és Alois Mock osztrák külügyminiszter együtt bontják vasfüggönyt. Az által létrehozott Matusz-archívumban mintegy százhetvenezer felvétel található.
Munkáit hazai és nemzetközi kiállításokon mutatták be. Számos alkalommal nyerte el az év vidéki tudósítója díjat, továbbá francia szakmai nívódíjjal ismerték el. 2004-ben Győr városának sajtódíjával tüntették ki, 2005-ben képzőművészeti kategóriás, regionális Príma-díjat, majd 2012-ben Pro Urbe-díjat kapott.
2005-ben vonult nyugdíjba, de eztán is jelentek meg képriportjai.

## Halála
2013. március 28-án hajnalban hunyt el győri otthonában. Halálát rákbetegség okozta. Betegségéről csak legszűkebb családja tudott. Temetését Győr Kismegyer városrészének temetőjében tartották, Várszegi Asztrik pannonhalmi főapát búcsúztatta. A temetésén százak vettek részt.